# Samuel Inkoom
Samuel Eboue Inkoom (Sekondi-Takoradi, 22 agosto 1989) è un ex calciatore ghanese, di ruolo difensore.

## Caratteristiche tecniche
Inkoom è un calciatore che può essere impiegato sia da terzino che da esterno di centrocampo. È dotato di una buona rapidità. È prettamente un giocatore offensivo, abile nell'uno contro uno. Spesso, tende a cercare i suoi compagni in attacco con lanci lunghi dalla difesa molto precisi.

## Carriera

### Club
Ha iniziato a giocare nei Sekondi Hasaacas e si è poi trasferito all'Asante Kotoko. In patria, è stato paragonato a Emmanuel Eboué. Il 30 aprile 2009 è stato acquistato dal F.C. Basilea, firmando un contratto di 4 anni.
Il 28 gennaio 2011 passa al Dnipro, firmando un contratto fino al 2015.

### Nazionale
È entrato nel giro delle Nazionali giovanili del Ghana fin dal 2004, nell'Under-17. Dopo i Mondiali di categoria del 2005, è stato promosso alla Nazionale Under-20. A novembre 2008, ha debuttato nella Nazionale maggiore, nella sfida contro la Tunisia.

## Palmarès

### Club
- Campionato svizzero: 1

Basilea: 2009-2010
- Coppa Svizzera: 1

Basilea: 2009-2010

### Nazionale
- Campionato mondiale Under-20: 1

Egitto 2009